# Ambia niveiplagalis
Ambia niveiplagalis là một loài bướm đêm trong họ Crambidae.